# Weezer
Weezer je američki rock sastav osnovan u Los Angelesu 1992. Sastav je postigao slavu pjesmama "Undone – The Sweater Song" i "Buddy Holly".

## Članovi
- Rivers Cuomo
- Patrick Wilson
- Brian Bell
- Scott Shriner.

## Diskografija
- Weezer (Blue Album) (1994.)
- Pinkerton (1996.)
- Weezer (Green Album) (2001.)
- Maladroit (2002.)
- Make Believe (2005.)
- Weezer (Red Album) (2008.)
- Raditude (2009.)
- Hurley (2010.)
- Everything Will Be Alright in the End (2014.)
- Weezer (White Album) (2016.)
- Pacific Daydream (2017.)
- Weezer (Teal Album) (2019.)
- Weezer (Black Album) (2019.)
- Van Weezer (2021.)

## Vanjske poveznice
- Službena stranica (engl.)